# Freie Wahl (1669)

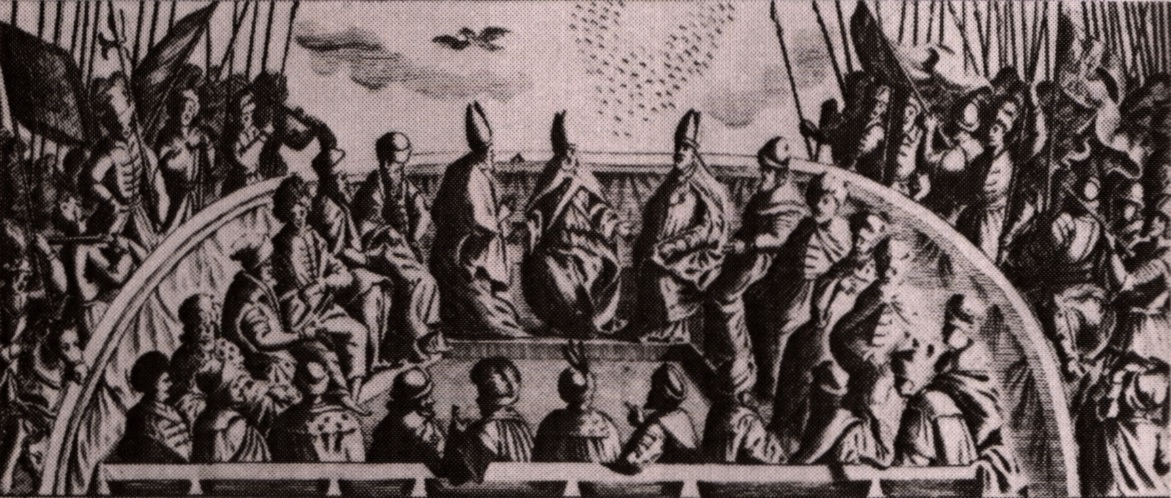
Wahl von Michał Korybut Wiśniowiecki.

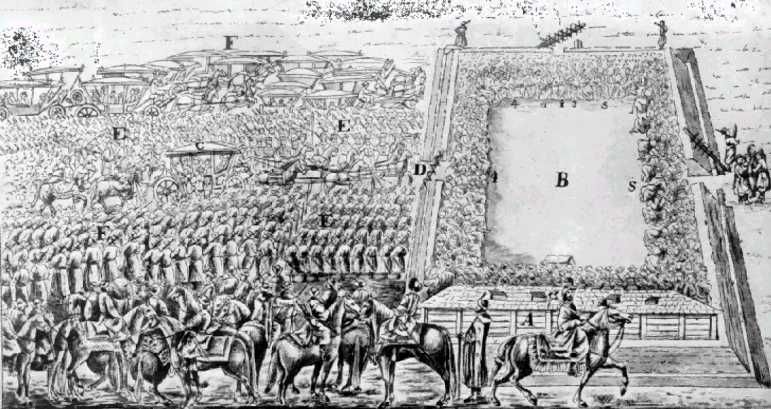
Die abgehaltene Wahl.

Die Freie Wahl von 1669 war die insgesamt sechste ihrer Art zur Bestimmung des Königs und Großfürsten der Königlichen Republik der polnischen Krone und des Großfürstentums Litauen durch den Adel in seiner Gesamtheit.

## Geschichte
Am 16. September 1668 dankte der König Johann II. Kasimir ab und reiste nach Frankreich, wo er den Jesuiten beigetreten war und Abt der Abtei Saint-Germain-des-Prés wurde. Er starb im Jahr 1672. Wegen seiner Entscheidung war Polen-Litauen ohne einen Herrscher verblieben und eine Freie Wahl daher unabdinglich.
Obwohl die Pro-Frankreich-Fraktion, durch die Unterstützung des Primas Mikołaj Prażmowski sowie dem Hetman Johann III. Sobieski sehr stark war, drängten während der vom November bis zum Dezember 1668 abgehaltenen Sejm-Versammlung mehrere Mitglieder der Szlachta auf die Wahl eines einheimischen, sogenannten „Piasten-Königs“.
Es hatten sich Gerüchte verbreitet, dass die Unterstützer eines fremden Kandidaten bestochen worden seien, sodass der Bischof von Chełmża Andrzej Olszowski unter den Umständen vorgeschlagen hatte die Wahl eines Polens vorzuziehen. Er befürwortete die Kandidatur von Michael Korybut Wiśniowiecki, Sohn des legendären, ruthenischen Magnaten Jeremi Wiśniowiecki. Michael Korybut selbst war hingegen eine unbedeutende Person. Die Szlachta entschied sich jedoch aus Angst vor wachsenden französischen Einflüssen ihn zu unterstützen. Die lokalen Sejmiks drängten den Adel nach Warschau in Form eines Adelsaufgebotes (Pospolite ruszenie) zu kommen. 
Die Freie Wahl fand im Mai und Juni 1669 in Wola nahe Warschau statt. Sie ist als Inbegriff der Herrschaftslosigkeit der Szlachta angesehen worden (siehe Goldene Freiheit). Nach nicht endenden Auseinandersetzungen am 6. Juni 1669 wurden die Senatoren von einer breiten Masse von Adelswähler gezwungen, die Kandidatur von Louis II. de Bourbon, prince de Condé aufzulösen. Einige Senatoren versuchten dies abzulehnen, jedoch gab die Mehrheit den Drohungen nach und unterstützten schließlich den Bischof von Włocławek Kazimierz Florian Czartoryski, welcher verlautbaren ließ: „Die Stimme der Menschen ist die Stimme von Gott“. 
In den darauffolgenden Tagen schlugen die Emotionen noch höher. Am 17. Juni des gleichen Jahres gingen einige Stadtbezirke von Warschau in Flammen auf. Es breiteten sich Gerüchte aus, dass dies kein Unfall gewesen sei. Die Szlachta umstellte gewöhnlich einen offenen Holzschuppen, in dem die Senatoren versammelt waren. Sie warfen ihnen Verrat und Verschwörung mit einem ausländischen Gesandten vor. Schüsse wurden abgefeuert, was später von Jan Chryzostom Pasek in seinen Memoiren wie folgt festgehalten wurde: „Bischöfe und Senatoren versteckten sich unter Stühlen und wollten erst nach einer Beseitigung der Situation hervorkommen“.
Zwei Tage später, am 19. Juni, wurde Wiśniowiecki zum neuen König gewählt. Der polnische Szlachcic Jan Antoni Chrapowicki, der bei der Wahl teilnahm, schrieb später, dass „es verschiedene Fraktionen gab: Einige wünschten sich Philipp Wilhelm, andere unterstützten Louis II. de Bourbon, prince de Condé. Da keine der beiden Seiten ihren Kandidaten aufgeben wollte, entschieden wir zur Vermeidung eines Tumultes die Wahl eines Piasten, der durch Michał Korybut Wiśniowiecki verkörpert wurde. Primas Mikołaj Prażmowski war nach unserer Entscheidung anfangs zögerlich, allerdings später gezwungen die Hymne Te Deum zu singen.“ 
Obwohl Wiśniowiecki die Unterstützung der Mehrheit erlangte, haben sich seine Gegner, angeführt durch Prażmowski und Sobieski nicht darauf geeinigt. Die in Krakau abgehaltene Sejm-Versammlung wurde abgesagt, wobei die Krönung selbst stattfand. Der Staatenbund, welcher Angriffe der Krimtataren erlitten hatte, war am Rande eines Bürgerkrieges. Der Ausbruch des Osmanisch-Polnischen Krieges (1672–1676) änderte die Situation durch das Ende von internationalen Konflikten.